# Lendalfoot
Lendalfoot är en by i South Ayrshire, Skottland. Byn är belägen 10 km 
från Girvan. Orten har 120 invånare (1991).